# Božo Budar
Božo Budar, bivši igrač Hajduka iz 1911. godine. Za Hajduk je odigrao jednu utakmicu bez postignutih golova.
Momčad se u to vrijeme sastojala od igrača Budar, Bonetti, Zuppa, Šitić, Tudor, Lewaj, Salvi, Murat, Just, Buchberger i Nedoklan.
Statistika u Hajduku
| Natjecanje        | Nastupi | Zgoditci |
| ----------------- | ------- | -------- |
| Prvenstvo         | 0       | 0        |
| Kup               | 0       | 0        |
| Superkup          | 0       | 0        |
| Međunarodne       | 0       | 0        |
| Splitski podsavez | 0       | 0        |
| Ukupno            | 0       | 0        |
| Prijateljske      | 1       | 0        |
| Sveukupno         | 1       | 0        |